# Гештальт (манга)
Gestalt (яп. 超獣伝説ゲシュタルト), или Super-Legend Gestalt — фэнтези-манга с элементами сёнэн-ай. Её создательницей является Юн Кога. Первое появление манги — в 1993 году, несколько раз переиздавалась. На немецком языке лицензирована компанией EMA. По манге собирались делать комедийную OVA, но сняли только 2 эпизода. OVA отличается тем, что там отсутствуют намеки на сёнэн-ай. В России манга лицензирована издательством «Фабрика комиксов».

## Сюжет
Главный герой аниме и манги, отец Оливер, — священник ордена Васарии. В основе его верований лежит легенда о добром боге Салсароа. Она гласит, что в стародавние времена восемь богов пришли в наш мир. Все три континента и семь морей находились под их властью, а самым могущественным из них был Салсароа (яп. サルサローア Salsaroa). Дни благоденствия и счастья длились бы вечно, но один из богов — Гештальт — восстал против Салсароа. Он бросил богам вызов и вступил в сражение. Много веков длилась битва, все земли и моря погрузились в Хаос: до тех пор, пока Гештальта не удалось сломить. Однако он не погиб, а отправился далеко на юг и создал там собственное государство. С тех пор люди не смеют приближаться к острову G (с англ. — «Джи», от имени Gestalt), средоточию зла. О Гештальте стараются даже не упоминать. Но Оливера мучают сомнения — так ли все было на самом деле? Он твердо решает узнать правду, оставляет служение церкви и пускается в путешествие, чтобы разгадать тайну проклятого острова G.

## Персонажи
Отец Оливер (яп. オリビエ Olivier) — молодой священник ордена Васарии. Оставил орден, чтобы отправиться на остров G, где, согласно религии васарийского ордена, обитает злой бог Гештальт. У Оливера сильно развита интуиция и чувство ответственности. Он настоящий священник, добрый и придерживается твёрдых моральных принципов.
Сэйю: Такэхито Коясу
Ори (яп. 王理 Ohri) — загадочный персонаж, симпатичная девушка, которая отправляется в путешествие вместе с Оливером. Она выглядит наивной и дурашливой, на самом же деле обладает огромной магической силой. Ори — волшебница с острова G, на которую наложили печать молчания. Оливер помогает ей снять печать и вернуть голос. Ори зовет Оливера «хозяином» и регулярно признается в своей вечной любви.
Сэйю: Араки Каэ, Огата Мэгуми (в Drama CD)
Сузу (Suzu) — тёмная эльфийка с большими магическими способностями. Отец Мессия обращается к ней за помощью, чтобы вернуть Оливера. Больше всего Сузу любит деньги.
Сэйю: Кода Марико
Мессия (яп. メサイア Messiah) — товарищ Оливера по ордену Васарии. Старается вернуть своего заблудшего брата в орден.
Сэйю: Кикути Масами
Сазан (яп. シャザーン Shazan) — живёт в южном городе Дангай и работает предсказателем будущего. Друг Ражи. Впервые встречается с Оливером и Ори, когда Ори хочет заработать денег и предлагает Сазану «её купить». Сазан может видеть настоящую форму Ори, а также чувствовать какую-то злую тень вокруг короля Дангая.
Сэйю: Мидорикава Хикару
Ража (Raja) — жил в Дангае вместе со своим братом, который был несправедливо казнён по приказу короля. Считает, что в королевстве происходит что-то не то: после появления новой жены их король стал вести себя очень странно.
Сэйю: Утида Наоя
G (яп. ゲシュタルト) — бог, который хотел дать людям знание магии, и за это был навеки изгнан на остров G.
Сэйю: Хаями Сё
Сёси (Shoushi) — волшебник и соперник Ори по магическому мастерству. Ненавидит Ори.
Сэйю: Касивакура Цутому
Кармин (яп. カーマイン Carmine) — очень красивая женщина, жена короля. На самом деле, тёмная эльфийка, которая старается прибрать власть в свои руки. Оливер и Ори сталкиваются с ней в городе Дангай, по дороге к G.
Сэйю: Икура Кадзуэ